# 幸徳井友幸
幸徳井 友幸（かでい ともゆき、明徳2年（1391年） - 文明5年（1473年））は、室町時代の公家。兵庫頭・安倍友氏の次男。刑部卿・賀茂定弘の養子。官位は正三位・修理大夫。幸徳井家の祖。

## 経歴
陰陽助・賀茂定弘に付いて陰陽道を学んでいたが、応永26年（1419年）にその養子となり安倍姓から賀茂姓に改姓する。修理亮を経て、応永30年（1423年）従五位下・遠江守に叙任される。しばらく従五位下に留まるが、永享11年（1439年）正五位下に昇叙されると、嘉吉2年（1442年）従四位下、文安元年（1444年）修理権大夫に叙任される。享徳元年（1452年）正四位下に叙せられると、享徳2年（1454年）従三位に叙せられ公卿に列す。寛正4年（1463年）正三位に至る。
友幸は奈良郊外の高畠幸村（たかはたさいわいむら）の幸徳井という井戸のある地に居宅を構えて、興福寺大乗院門跡の尋尊に仕えた。友幸は尋尊の元で陰陽道や暦道を掌ったのみならず、政治顧問的な役目を果たしていたという。また、その居住地より「幸徳井」の家名を号した。
文明5年（1473年）薨去。享年83。

## 官歴
『地下家伝』による。
- 応永25年（1418年） 8月7日：修理亮
- 応永30年（1423年） 11月29日：従五位下、遠江守
- 永享11年（1439年） 12月11日：正五位下
- 嘉吉2年（1442年） 4月22日：従四位下
- 文安元年（1444年） 4月10日：修理権大夫
- 享徳元年（1452年） 8月17日：正四位下
- 享徳2年（1453年） 7月16日：従三位
- 寛正4年（1463年） 正月28日：正三位
- 文明5年（1473年） 日付不詳：薨去

## 系譜
『系図纂要』による。
- 養父：賀茂定弘
- 父：安倍友氏
- 母：不詳
- 妻：不詳
  - 男子：幸徳井友重（1411-1490）